# Mychajło Korsunski
Mychajło Borysowycz Korsunski (ukr. Михайло Борисович Корсунський, ros. Михаил Борисович Корсунский, Michaił Borisowicz Korsunski; ur. 1909 w Kijowie, Imperium Rosyjskie, zm. 1975 w Kijowie) – ukraiński trener i sędzia piłkarski.

## Kariera trenerska
W latach 1950–1962 pracował na stanowisku głównego trenera Szkoły Piłkarskiej nr 1 Gorono w Kijowie. W 1960 zdobył z drużyną szkoły Ogólnokrajowe Mistrzostwo Juniorów. Wychował wielu piłkarzy Dynama Kijów oraz innych ukraińskich klubów (m.in. Wiktor Kanewski, Walery Łobanowski, Wołodymyr Łewczenko, Wadym Sosnychin, Wołodymyr Muntian). 
W latach 1952–1956 prowadził juniorską reprezentację Ukraińskiej SRR, z którą zdobył w 1952, 1955, 1956 Ogólnokrajowe Juniorskie Mistrzostwa ZSRR. W 1963 trenował Arsenał Kijów, w 1964 Dunajeć Izmaił, w latach 1964-1966 Awanhard Czerniowce i w 1968-1969 klub Enerhija Nowa Kachowka.

## Sukcesy i odznaczenia
- pierwszy ukraiński Zasłużony Trener Sportu ZSRR: 1957
- sędzia kategorii republikańskiej.